# Microgadus proximus
Microgadus proximus (deutscher Trivialname nach Fishbase Pazifischer Zwergdorsch, englischer nach Fishbase Pacific tomcod) ist ein Fisch aus der Familie der Dorsche. Die Spezies ist in Küstengewässern der nordamerikanischen Westküste, von der südöstlichen Beringsee bis zum nördlichen Südkalifornien (USA), heimisch.

## Merkmale
Microgadus proximus erreicht eine maximale Standardlänge von bis zu 30,5 cm, der Körper ist langgestreckt und zur Schwanzflosse hin verjüngend. Kiefer und Vomer sind in Bändern bezahnt, ein kurzer Kinnbartel vorhanden. Die Seitenlinie verläuft an Vorderkörper hoch und fällt zur Körpermitte hin ab. Die Art ist auf dem Rücken olivgrün und am Bauch hell gefärbt, die Flossen haben rauchgraue Ränder. Rückenflosse 1, 2 und 3 sowie Afterflosse 1 und 2 sind deutlich voneinander getrennt, wobei der Abstand der Afterflossen etwa dem Abstand der 2. und 3. Rückenflosse entspricht. Brustflossen und Bauchflossen sind klein, der 2. Flossenstrahl der Bauchflossen fadenförmig verlängert.
- Flossenformel: Dorsale (gesamt) 46–54, Anale (gesamt) 38–46.[1]

## Lebensweise
Microgadus proximus lebt in Tiefen von 25 bis 120 Metern generell über Sand in der Nähe des Meeresbodens. Möglicherweise geht er auch bis in Tiefen von 260 Metern oder in Brackwasserzonen in Küstennähe. Während Jungtiere im Sommer und Herbst in flaches Wasser ziehen, bleiben adulte Tiere im tieferen Wasser. Seine Ernährung umfasst Garnelen, Flohkrebse, Asseln, Schnecken, Muscheln und kleine Fische. Für Robben, Makrelen und Thunfische und Hechtdorsche gehört Microgadus proximus zur Beute. Laichzeit ist im Winter, die Larve schlüpfen je nach Temperatur nach 8 bis 17 Tagen.

## Artabgrenzung
Microgadus tomcod, die zweite Art der Gattung, unterscheidet sich von Microgadus proximus durch die abgerundete Schwanzflosse (gerade endend bei Microgadus proximus) und die mit 16 bis 21 geringere Anzahl Kiemenreusendornen auf dem ersten Kiemenbogen (26 bis 28 bei Microgadus proximus).

## Nutzung als Speisefisch
Wie andere Fische aus der Familie der Dorsche eignet sich auch Microgadus proximus als Speisefisch. Für die kommerzielle Fischerei hat Microgadus proximus jedoch keine Relevanz. Die Art wird nicht gezielt befischt, da die Fische vergleichsweise klein sind. Dennoch wird er gelegentlich von Freizeitanglern gefangen.

## Forschungsgeschichte
Die Art wurde als Gadus proximus erstbeschrieben.